# Шибарь, Вилем
Ви́лем Ши́барь, немецкий вариант — Вильгельм Шибер (н.-луж. Wylem Šybaŕ, нем. Wilhelm Schieber, 21 ноября 1887 года, деревня Высока около города Ветошов, Германия — 3 декабря 1974 года, Ветошов, ГДР) — нижнелужицкий художник и педагог.

## Биография
Родился 21 ноября 1887 года в крестьянской семье в лужицкой деревне Высока в окрестностях города Ветошов. С 1902 года по 1908 год обучался в педагогическом училище в городе Стара-Дарбня. После Первой мировой войны учительствовал в Берлине, Нойцелле и Хайнерсбрюке. Во время своей преподавательской деятельности занимался живописью.
В 1943 году в связи с увеличением глухоты вышел на пенсию. Возвратившись на родину в Ветошов, посвятил себя полностью живописи. В 1948 году вступил в Ассоциацию лужицких художников, в 1956 году — в Общество изобразительных искусств ГДР.
Произведения Вилема Шибаря хранятся в Сербском доме в Будишине.

## Награды
- Лауреат премии имени Карла Блехена городского совета Котбуса (1956);
- Лауреат премии имени Якуба Чишинского (1970).
- Художественная премия «Домовины» (1964);

## Память
- В честь столетия со дня рождения в парке города Фечау был установлен памятник, посвящённый Вилему Шибару.